# Noche de lobos
Noche de lobos (que es traduiria com «nit de llops») fou un programa de televisió pioner sobre cinema fantàstic i de terror de la cadena espanyola Antena 3.
Es va dividir en dues etapes, la primera, entre 1990 i 1993, s'emetia els diumenges per Antena 3 i començava entre les 22:30 i les 00:00. Des del 24 de juny de 1990, el programa fou dirigit i presentat per Joan Lluís Goas. antic director del Festival Internacional de Cinema Fantàstic de Catalunya, que feia la introducció de la pel·lícula, on explicava anècdotes i curiositats i amania la presentació amb alguna notícia d'actualitat sobre el món del cinema. A continuació s'emetia la pel·lícula i després d'aquesta, Joan Lluís Goas dedicava uns minuts a presentar la pel·lícula que es projectaria la següent setmana.
El 2003 Antena 3 va tornar a emetre el programa, aquesta vegada sense presentador i amb pel·lícules més comercials. Abans de l'emissió de la pel·lícula, s'emetia un reportatge amb imatges de la pel·lícula i una veu en off comentant-les. El 2012 es va aprofitar el nom de l'espai, per començar un cicle de cinema de terror al canal de TDT Nitro i posteriorment en La Sexta 3 del grup Antena 3. Les pel·lícules es van emetre sense presentació prèvia, solament precedides d'una capçalera.